# Telč
Telč (IPA: /tɛltʃ/; tyska: Teltsch) är en stad i södra Mähren, nära Jihlava, i Tjeckien. Staden har ett slott och ett långsträckt torg med välbevarade renässansbyggnader; sedan 1992 ett världsarv. Per den 1 januari 2016 hade staden 5 445 invånare.

## Historia
Telč grundades i mitten av 1300-talet; den helige andes torn i antik romersk stil visar att här redan då fanns en bosättning här. Stadsmurarna och Marie himmelsfärdskyrka är uppförda i gotisk stil.
Slottet uppfördes av Zachariáš av Hradec, som också torget är uppkallat efter; hans namn är också kopplat till staden Jindřichův Hradec.
1979 spelade Werner Herzog in filmen Woyzeck i Telč.

## Bildgalleri

Telč
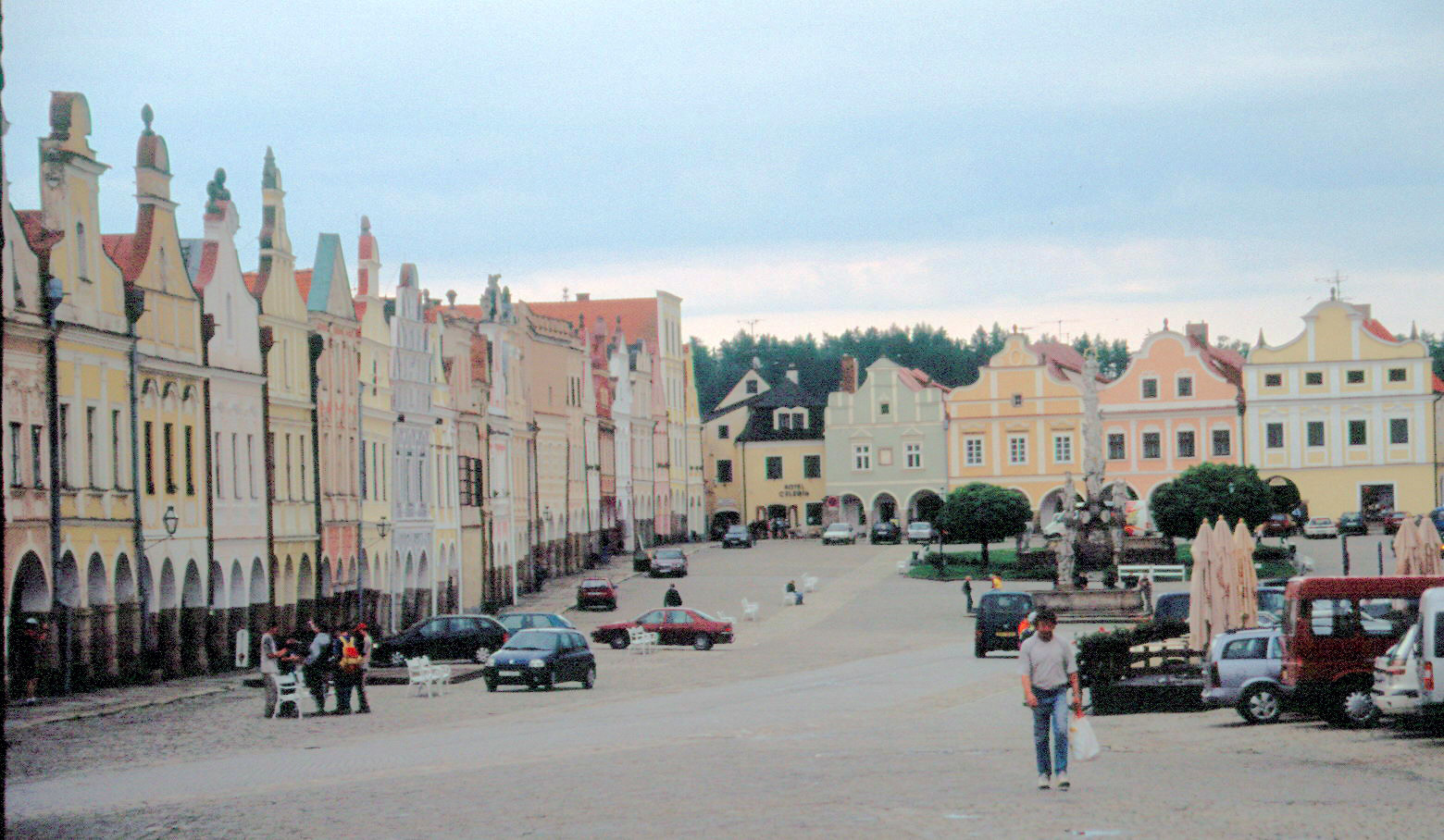
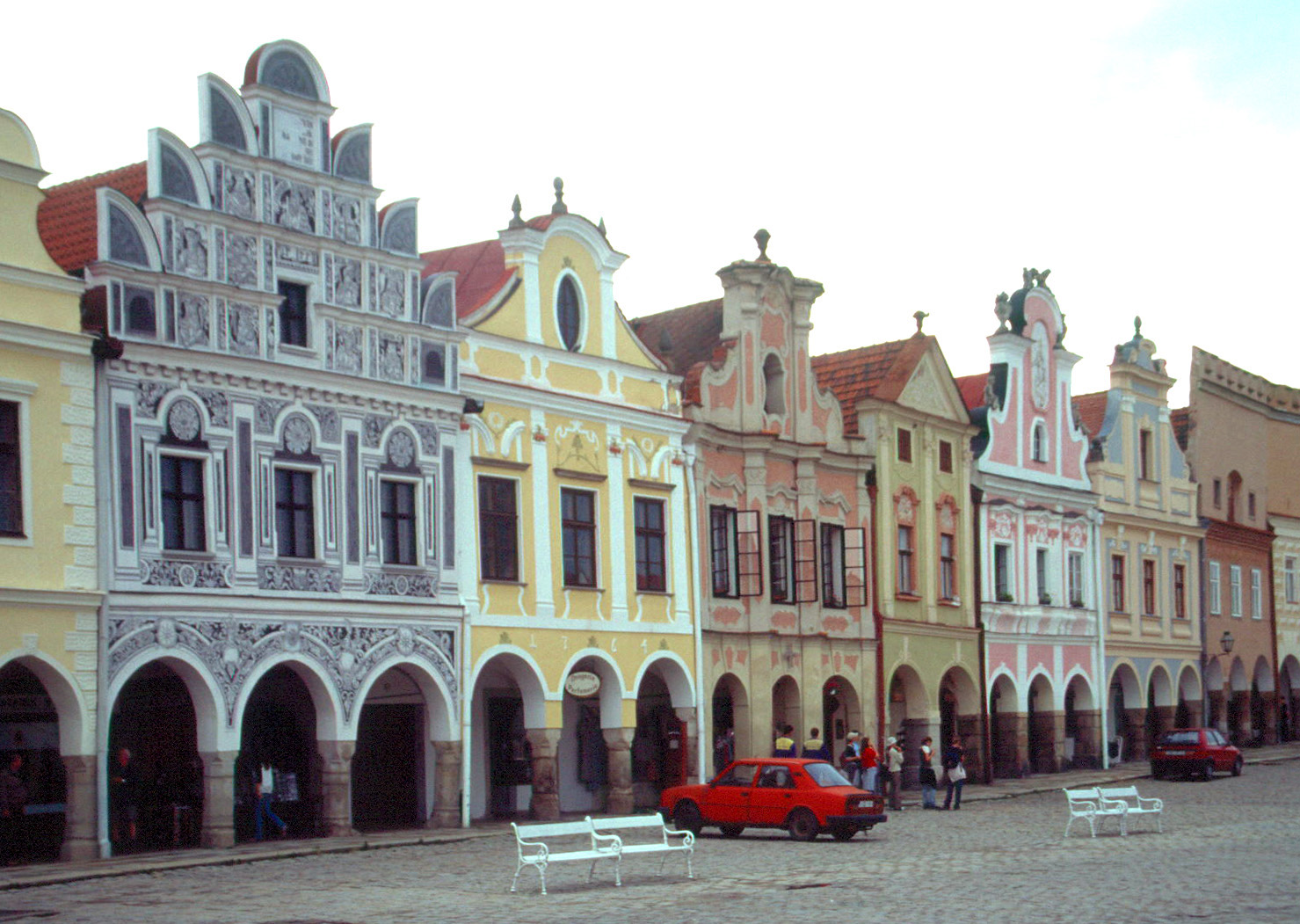
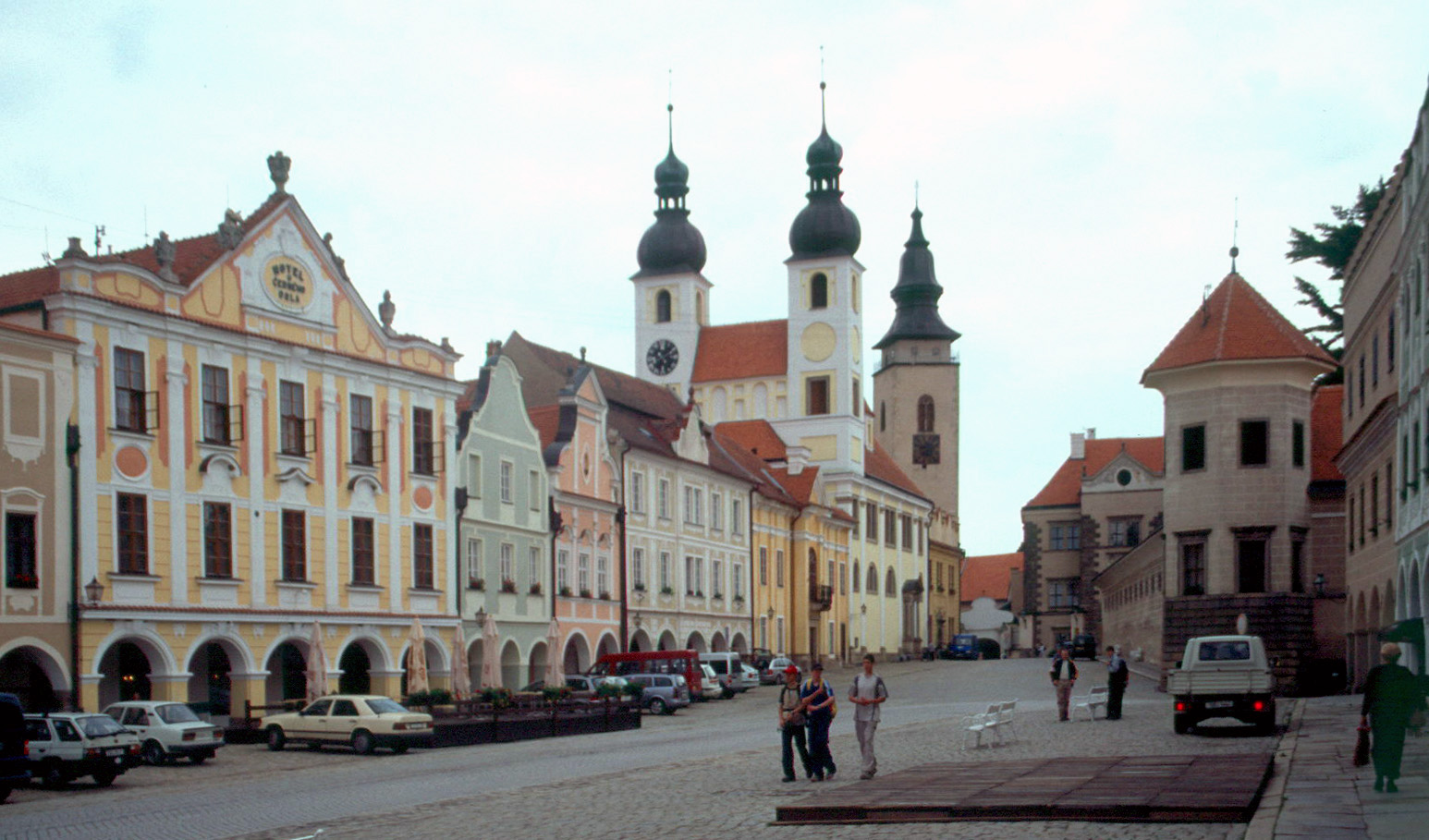
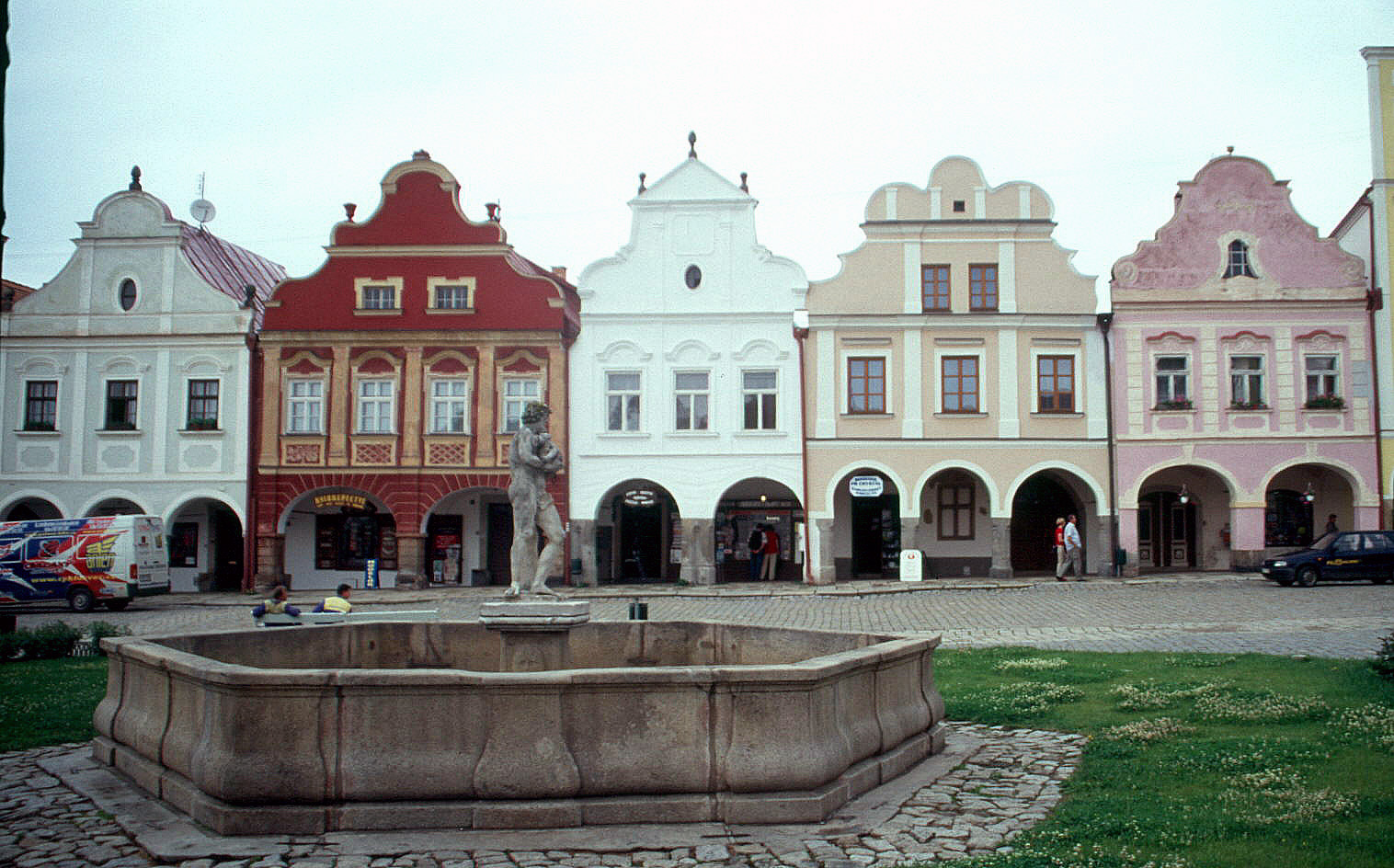
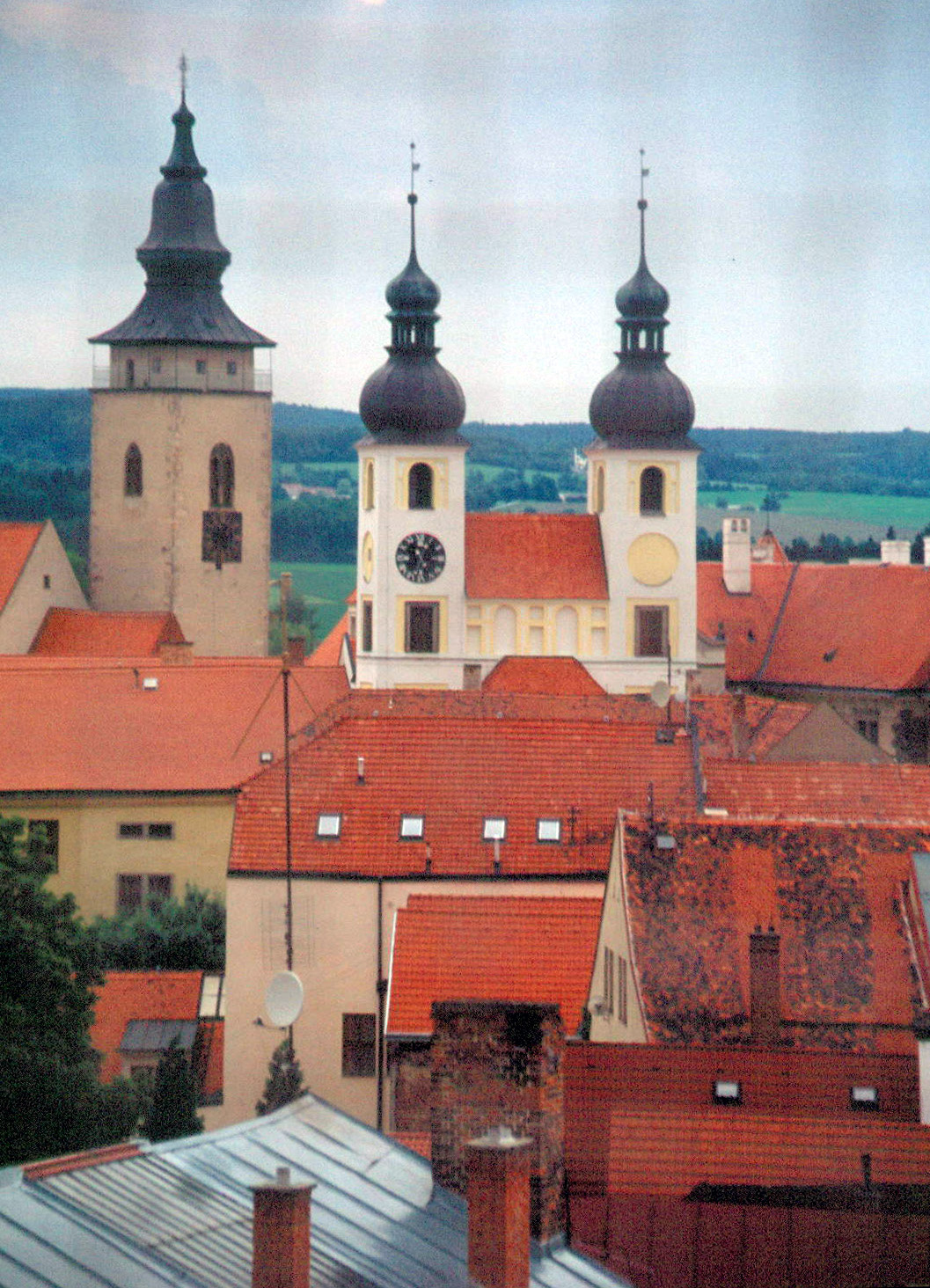